# 钩毛茜草
钩毛茜草（学名：Rubia oncotricha）为茜草科茜草属下的一个种。

## 扩展阅读
- 維基物種上的相關：钩毛茜草